# فليمنجتون
فليمنجتون (بالإنجليزية: Flemington, Georgia)‏ هي مدينة تقع في مقاطعة ليبيرتي، جورجيا بولاية جورجيا في الولايات المتحدة. تبلغ مساحة هذه المدينة 12.2 (كم²)، وترتفع عن سطح البحر 6 م، بلغ عدد سكانها 743 نسمة في عام 2010 حسب إحصاء مكتب تعداد الولايات المتحدة.

## وصلات خارجية
- Cities & Counties - Georgia.gov